# Герб Северодонецка
Герб Северодонецка — официальный символ территориальной общины города Северодонецка.

## Описание
Значок герба представляет собой щит — символ благоразумия, защиты. Он пересеченный тремя полосами: красной — символом торжества, величия, гордости, храбрости; синей — символом мира, славы, чести, верности, искренности; жёлтой — символом достатка, уважения.
Щит представляет собой прямоугольник с сердцевидными обострением книзу.
Обрамление щита — венок из пшеничного колоса, перевитый красной лентой.
На красном фоне подпись «Северодонецк».
На синем фоне изображение «Золотого сокола» — символа свободы, торжества духа, бессмертия.
На жёлтом фоне изображение «Колбы и Импульса» — символов основных производств города: химического и приборостроительного.
С двух сторон колбы — цифры «1934» — год основания города.